# Hendra Setijawan
Hendra Setijawan, född 20 april 1970, är en indonesisk bågskytt. Han deltog vid olympiska sommarspelen 1992.